# Талгат Мусабајев
Талгат Аманкелдиули Мусабајев (каз. Талғат Аманкелдіұлы Мұсабаев; Округу Жамбил, 7. јануар 1951 — 4. август 2025) био је казашки тест пилот и космонаут, ветеран три лета у свемир. Прва два пута био је члан посаде експедиција на свемирској станици Мир. Трећи лет био је краткорочан, трајао је само седам дана, до Међународне свемирске станице. На овом лету члан посаде био је и први космонаут-туриста, који је платио да би летео у свемир, Денис Тито. Од 2007. године директор је казашке свемирске агенције КазКосмос.
Био је ожењен и имао двоје деце.

## Спољашњи везе
- Биографија на сајту
- Званичан веб-сајт (на руском)